# Fairchild Hiller FH-1100
El Fairchild Hiller FH-1100 es un helicóptero de reconocimiento militar ligero monomotor que se ideó para el programa Helicóptero Ligero de Observación (LOH) del Ejército de los Estados Unidos. El modelo Hiller 1100 no fue seleccionado, pero después de que Hiller Aircraft fue adquirida por Fairchild Stratos en 1964, el Modelo 1100 ha sido comercializado exitosamente como helicóptero civil. El Certificado de Tipo es propiedad actualmente de la FH1100 Manufacturing Corporation de Century (Florida).

## Desarrollo

### Helicóptero Ligero de Observación (LOH)
En octubre de 1960, el Ejército presentó una Solicitud de Propuestas (RFP) para un Helicóptero Ligero de Observación (LOH). Hiller Aircraft (Hiller), junto con otros 12 fabricantes, incluyendo Bell Helicopter y Hughes, participaron en el concurso, presentando sus diseños a un equipo de la Armada para su evaluación. Hiller presentó el Model 1100, que fue recomendado por el equipo de la Armada y, finalmente, fue seleccionado como uno de los tres ganadores del concurso de diseño por el Ejército en mayo de 1961. El Ejército designó el diseño Model 1100 como YHO-5, con números de serie 62-4207 a -4211. En 1962, el modelo fue redesignado como YOH-5 al aplicarse el sistema de designación de aeronaves conjunto.
El trabajo detallado de diseño comenzó en noviembre de 1961, y el prototipo del Model 1100 realizó su primer vuelo el 21 de enero de 1963. Hiller produjo un total de 5 ejemplares del Model 1100 para enviar al Ejército para la fase de Pruebas y Evaluación en Camp Rucker, Alabama, en 1963. Después de ella, el Bell YOH-4 fue eliminado, y Hiller y Hughes compitieron en una oferta de análisis de costes del programa por el contrato. En 1965, Hiller fue derrotada por Hughes y el Ejército seleccionó el YOH-6 de Hughes. Aunque Hiller protestó formalmente, Hughes se adjudicó un contrato para la producción del OH-6 Cayuse.
En 1967, cuando el Ejército volvió a abrir la competición LOH para ofertas porque la Hughes Tool Co. Aircraft Division no podía satisfacer las demandas de producción contractuales, Fairchild-Hiller decidió no volver a presentar su candidatura con el YOH-5A, eligiendo continuar con la comercialización de su versión civil, el FH-1100.
El FH-1100 se produjo hasta 1973. En 2000, el Certificado de Tipo fue comprada por FH1100 Manufacturing Corporation. FH1100 Manufacturing realiza refabricación y entrenamiento, pero no recibió un certificado de producción para el FH-1100, que ahora llama FHoenix.

## Variantes

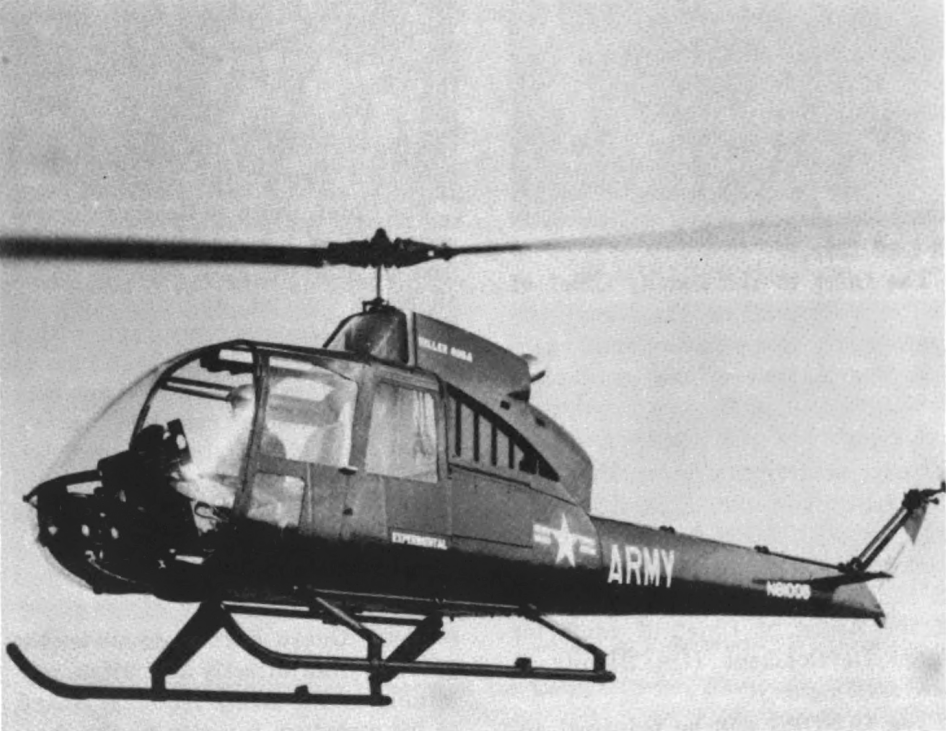
YOH-5A del LOH.

Model 1100
Prototipo de cuatro plazas propulsado por un motor turboeje Allison 250-C10 y certificado en mayo de 1964.
YOH-5A (HO-5)
Designación de evaluación dada a cinco Model 1100 por el Ejército de los Estados Unidos, propulsados por un motor Allison T-63-A-5 de 250 shp.
FH-1100
Modelo de producción civil de cinco asientos propulsado por un motor Allison 250-C18 y certificado en noviembre de 1966. La producción posterior fue equipada con un Allison 250-C20B. 246 construidos.
RH-1100A Pegasus
Versión civil mejorada, construida y comercializada por Rogerson Hiller Helicopters.
RH-1100M
Versión militar mejorada, construida y comercializada por Rogerson Hiller Helicopters.

## Operadores
Argentina
 Brasil
- Forca Aeronaval de Marinha do Brazil (1968-1976): 6 aparatos[7] como H-5.[8]

 Canadá
- Okanagan Helicopters: 30 aparatos.

 Chile
- Carabineros de Chile (1968): 2 aparatos.

 Chipre
 Ecuador
 El Salvador
- Fuerza Aérea Salvadoreña: 1 aparato.[9]

 Estados Unidos
- General Services Administration
- Nassau County Police Department
- California Highway Patrol
- Louisiana State Police
- New Jersey State Police
- Virginia State Police
- Policía de Columbus, Georgia.
- Baltimore City Police Department
- Puerto Rico Police Department

 Filipinas
 Panamá
- Fuerza Aérea Panameña: 3 aparatos (1969).

 Tailandia
- Real Policía de Tailandia: 16 aparatos.

## Accidentes
Un FH-1100 que realizaba una exhibición en el Festival Aéreo de París a principios de 1970, se rompió en vuelo debido a una pérdida de control y posteriormente se estrelló contra el suelo.

## Especificaciones
Referencia datos: Type Certificate Data Sheet

### Características generales
- Tripulación: 1 o 2 pilotos
- Capacidad: 3 a 4 pasajeros
- Carga: 390 kg (859,6 lb)
- Longitud: 8,5 m (27,8 ft)
- Diámetro rotor principal: 10,8 m (35,4 ft)
- Altura: 2,8 m (9,3 ft)
- Peso vacío: 621 kg (1368,7 lb)
- Peso máximo al despegue: 1247 kg (2748,4 lb)
- Planta motriz: 1× turboeje Allison 250-C18.
  - Potencia: 236 kW (325 HP; 321 CV)

### Rendimiento
- Velocidad máxima operativa (Vno): 204 km/h (127 MPH; 110 kt)
- Velocidad crucero (Vc): 196 km/h (122 MPH; 106 kt)
- Alcance: 560 km (302 nmi; 348 mi)
- Techo de vuelo: 4325 m (14 190 ft)
- Régimen de ascenso: 8,1 m/s (1594 ft/min)

## Aeronaves relacionadas

### Aeronaves similares
- Bell YOH-4
- OH-6 Cayuse
- Bell 206
- MD Helicopters MD 500

### Secuencias de designación
- Secuencia HO-_ (Helicópteros de Observación del Ejército estadounidense, 1956-1962): ← HO-2 - HO-3 - HO-4 - HO-5 - HO-6
- Secuencia H-_ (Helicópteros estadounidenses, redesignación de 1962 usando números antiguos): ← H-2/G/Tomahawk - H-3 (SH-3, CH-3/HH-3) - H-4 - H-5 - H-6 (OH-6, AH-6, MH-6)